# Orbita Lunii

Schema sistemului Pământ-Lună.
Scara nerespectată.

Acest articol tratează orbita Lunii în jurul Pământului.
Luna efectuează o orbită în jurul Pământului în circa 27,3 zile, la circa 385.000 km de centrul Pământului în medie, cu o viteză medie de 1.023 m/s. Ea diferă de cea mai mare parte a sateliților naturali ale altor planete prin orbita sa mai apropiată de planul eclipticii decât de ecuatorul terestru.
Deși, în mod global eliptică, orbita Lunii prezintă numeroase neregularități (cunoscute sub numele de perturbații), al căror studiu au o îndelungată istorie.

## Proprietăți

### Excentricitate
Orbita Lunii este distinct eliptică, având o excentricitate medie de 0,0549. Această formă necirculară provoacă o variație a vitezei unghiulare și a mărimii aparente a Lunii pentru un observator terestru. Mișcarea unghiulară medie zilnică a Lunii pentru un obsevator imaginar situat în baricentrul celor două obiecte cerești este de 13,176° spre est.
Excentricitatea Lunii este totuși departe de a fi constantă în timp. Într-adevăr, prin perturbațiile solare, această excentricitate variază între 0,0255 și 0,0775. Cele două variații principale au o perioadă de 29,53 de zile și de 205,9 zile.

#### Variația în ritmul de 29,53 de zile
Variația în ritmul de 29,53 de zile este direct legată de poziția Lunii pe orbită în raport cu Soarele, de unde faptul că perioada coincide cu perioada sinodică a Lunii.

#### Variația în ritmul de 205,9 zile
Variația în ritmul de 205,9 zile este legată de însăși orientarea orbitei lunare. Într-adevăr, excentricitatea își atinge maximul când axa mare a orbitei Lunii este aliniată cu axa Pâmânt-Soare. Excentricitatea este la inversul minim când axa mare a orbitei Lunii este la 90° de axa Pământ-Soare. Perioada acestei variații este un pic mai lungă decât o jumătate de an (182,6 zile) din cauza precesiei perigeului.

### Apside
Orientarea orbitei nu este stabilă în spațiu, ci suferă un efect al precesiei în cursul timpului. Linia apsidelor, care leagă perigeul (punctul de pe orbită cel mai apropiat de Pământ) și apogeul (punctul cel mai îndepărtat) se rotește lent în același sens cu Luna (mișcare directă), efectuând o revoluție completă în 3.232,6054 de zile (în jur de 8,85 de ani).

### Noduri
nodurile sunt punctele de pe orbită care întretaie planul eclipticii. Luna traversează nodul ascendent la fiecare 27,2122 de zile, adică într-o lună draconitică. Linia nodurilor, intrsecția dintre planul orbital al Lunii și cel al eclipticii, suferă o mișcare retrogradă: pentru un observator terestru, ea se rotește spre vest, efectuând o rotație completă în 18,60 de ani, adică 19,3549° pe an. Din punctul de vedere al unui observator imaginar situat la polul ceresc nord, nodurile se rotesc în sensul negativ în jurul Pământului, sens opus rotației proprii a acestuia și a rotației în jurul Soarelui.
Eclipsele de Soare și de Lună nu se produc decât când nodurile sunt aliniate cu Soarele, cam la fiecare 173,3 zile.

### Înclinație
Înclinația orbitei Lunii pe planul eclipticii este de 5,145° în medie și variază între 5° și 5,28° după un ciclu de 173 de zile (jumătatea unui an draconitic). Axa de rotație a Lunii nu este perpendiculară pe planul său orbital, iar ecuatorul lunar este înclinat cu 1,543° față de ecliptică.
Axa de rotație a Lunii și planul său orbital suferă un efect de precesie identic: astfel, axa sa de rotație nu este fixă în raport cu stelele, unghiul dintre planul ecuatorului lunar și ecliptică este întotdeauna egal cu 1,543°.

### Lunistițiu
La solstițiul din iunie, ecliptica își atinge declinația maximă în emisfera sudică, -23° 29′. În același timp, când nodul ascendent al Lunii formează un unghi drept cu Soarele, declinația Lunii pline atinge un minim de -28° 36′. Acest efect este denumit lunistițiu sudic.
Nouă ani și jumătate mai târziu, nodul descendent al Lunii formând un unghi drept cu Soarele la solstițiul din decembrie, declinația Lunii atinge un maxim de 28° 36′, lunistițiul nordic.

### Planetă dublă

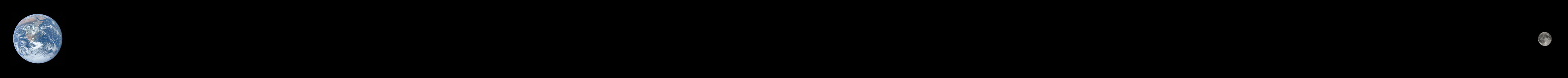
Vedere la scară a sistemului Pământ - Lună.

Masa Pământului este de 81 de ori mai mare decât aceea a Lunii, un raport net mai mic decât cel al celor mai mulți sateliți din Sistemul Solar; baricentrul celor două corpuri rămâne totuși situat în interiorul Pământului, la circa 1.750 km sub suprafața sa. De altfel, Luna nu orbitează în planul ecuatorului terestru, încă o diferență față de majoritatea sateliților naturali. De aceea, între altele, perechea Pământ-Lună este uneori considerată ca fiind mai degrabă o planetă dublă decât un sistem planetă-satelit.

### Elemente orbitale
Parametrii următori rezumă principalele caracteristici ale orbitei Lunii:
- Semiaxa majoră: 384.748 km[7]
- Distanța la perigeu: ~362.600 km (între 356 400 și 370 400 km)
- Distanța la apogeu: ~405.400 km (între 404000 și 406700 km)
- Excentricite medie: 0,0549006 (între 0,026 și 0,077)[8]
- Înclinație medie a orbitei față de ecliptică: 5,14 (4,99 și 5,30)[8]
- Oblicitate medie: 6,68°
- Înclinația medie a ecuatorului lunar față de ecliptică: 1,543°
- Perioada de precesie a nodurilor: 18,5996 ani
- Perioada de recesie a liniei apsidelor: 8,8504 ani

## Perioade lunare
Mai multe metode pot fi folosite pentru a descrie timpul necesar Lunii pentru a se roti în jurul Pământului. Luna siderală este perioada de revoluție a Lunii în raport cu stelele fixe, în jur de 27,3 zile. Luna sinodică este perioada dintre două faze lunare identice, în jur de 29,5 zile. Luna sinodică este mai lungă decât luna siderală, deoarece sistemul Pământ-Lună se deplasează de-a lungul orbitei în jurul Soarelui și are, prin urmare, nevoie de mai mult timp pentru a obține aceeași configurație.
Luna anomalistică este perioada dintre două perigee, luna draconitică între două noduri ascendente, iar luna tropică între două treceri la aceeași longitudine ecliptică. Datorită precesiei orbitei lunare, aceste perioade nu au aceeași durată cu o lună siderală.
În rezumat: 
- Luna draconitică: 27,212220815 zile
- Lună tropică: 27,321582 de zile
- Lună siderală: 27,32166155 de zile
- Lună anomalistică: 27,554550 de zile
- Lună sinodică: 29,53058886 de zile
- Lună calendaristică medie (o doisprezecime dintr-un an terestru): 30,436875 de zile (calendar gregorian) sau 30,4368499 de zile (astronomic)